# Boca do Inferno (site)
Boca do Inferno é um site brasileiro dedicado ao gênero horror, abrangendo também a ficção científica e o cinema fantástico em geral. Disponibiliza notícias, artigos, entrevistas e resenhas críticas de filmes, telesséries, jogos eletrônicos, livros, quadrinhos e obras musicais. Fundado em 2001, foi um dos primeiros endereços eletrônicos brasileiros voltado ao cinema de terror e é reconhecido como o maior portal do gênero no país.

## História
O endereço eletrônico foi desenvolvido por Marcelo Fabiano Milici, um professor de língua portuguesa especializado em horror gótico. Segundo ele, o projeto surgiu a partir de uma brincadeira: inspirado no filme The Blair Witch Project (1999), seu irmão, o escritor e roteirista Luciano Milici, criou um site baseado em uma lenda urbana fictícia sobre pessoas que faziam pacto com um demônio. A verossimilhança da narrativa fez Milici acreditar por algum momento que se tratava de uma história real e isso o motivou a criar seu próprio portal dedicado ao terror, ao qual chamou Boca do Inferno, lançado em 10 de maio de 2001. Milici comentou que o nome do site é uma referência à alcunha de Gregório de Matos (em alusão à forma crítica com que o site analisa as produções de horror) e também ao apelido da fictícia cidade de Sunnydale, cenário da série Buffy the Vampire Slayer.
Até 2008, nove colaboradores atualizavam semanalmente o portal. Entre os produtores de conteúdo mais frequentes estavam Renato Rossati e Felipe Guerra, que já haviam escrito até então cerca de 300 críticas cada um. Nessa época, o site recebia em torno de dois milhões de acessos mensais. Em seus primeiros oito anos, o portal foi editado em HTML até migrar para a linguagem WordPress. A partir de 2012, teve problemas de instabilidade na rede em razão do conteúdo crescente e do alto consumo de dados, sendo reinicializado em algumas ocasiões. Em 2014, já contava com mais de 400 filmes em seu catálogo e inúmeras críticas publicadas. Em 2020, houve uma reformulação no leiaute da página, visando maior dinamismo, facilidade de acesso aos conteúdos, ampliação do campo visual e interatividade com o público; a equipe cresceu para 15 autores e o portal passou a investir ainda mais em podcasts, críticas musicais, jornalismo e análises literárias.

## Visão geral
Segundo Milici, o objetivo do Boca do Inferno é "falar de uma cultura marginal no Brasil: o horror, em todas as suas vertentes, discutir o gênero sem preconceitos" e que desde seus primórdios o site "nunca agiu com interesse exclusivamente comercial". A equipe costuma chamar os leitores de "infernautas" e define as pautas considerando a variedade de público que o acessa. Assim, há críticas de filmes recentes, antigos, clássicos e obscuros, bem como sobre episódios de séries; a produção de conteúdo também pode ser conduzida por proximidades de estreias e datas comemorativas ou que envolvam aniversário ou morte de alguém ligado ao gênero.
Em entrevista concedida em 2016, o editor afirmou que naquele momento os conteúdos mais acessados não eram necessariamente a respeito de filmes blockbusters, mas sim sobre produções da Netflix, televisão aberta ou paga e cinema, informações sobre continuações e refilmagens de obras clássicas, produções baseadas em eventos reais e temas relacionados à deep web. Filmes antigos, em preto e branco, bem como produzidos pela Hammer ou Amicus eram buscados por leitores mais velhos e saudosistas que, conforme estimativas de Milici, representavam em torno de 10 a 15% do público que acessava o portal até a data.

## Empreendimentos relacionados

### Quadrinhos e livro
Milici e Rossati, em parceria com a SM Editora, lançaram em janeiro de 2008 a primeira edição da revista trimestral Boca do Inferno.com, como uma tentativa de "trazer o gênero terror de volta aos quadrinhos nacionais". Inicialmente com tiragem limitada e distribuição restrita, a revista teve procura maior no site, pelo qual foram vendidos mais de 300 exemplares. Trabalharam no primeiro número quadrinistas como José Salles, Omar Viñole e Laudo Ferreira, criador da personagem Tianinha. A segunda edição, lançada em agosto do mesmo ano, trouxe a reprodução de uma história de Gedeone Malagola, criador do super-herói Raio Negro, produzida na década de 1960.
Em 2016, foi lançado o primeiro livro escrito pela equipe do portal, Medo de Palhaço – A Enciclopédia Definitiva Sobre Palhaços Assustadores na Cultura Pop, um almanaque publicado pela editora Generale. O material, cuja autoria é assinada por Milici, Filipe Falcão, Matheus Ferraz, Gabriel Paixão e Rodrigo Ramos, explora a coulrofobia na cultura pop, apresentando informações e curiosidades sobre os palhaços mais conhecidos e assustadores de produções cinematográficas, televisivas, literárias e de quadrinhos. A publicação aborda o tema do ponto de vista histórico e psicológico, com destaque para personagens como Pennywise e Joker.

### Curtas-metragens
A partir de uma das histórias da seção de contos, na época uma das mais visitadas do site, foi produzido em 2009 um curta-metragem intitulado A Maldição de Luísa (originalmente Luísa), de forma completamente independente. Em 2016, o portal disponibilizou o curta-metragem brasileiro O Diabo Mora Aqui, dirigido por Rodrigo Gasparini e Dante Vescio e baseado na lenda urbana da loira do banheiro; a produção concorreu ao título de melhor filme na competição internacional My Rode Reel, que elege por meio de votos populares na internet as melhores produções independentes de curtas-metragens.

### Festival Boca do Inferno
Em maio de 2014, em comemoração ao aniversário de 13 anos do portal, foi realizada na cidade de São Paulo a primeira edição do Festival Boca do Inferno, também organizado por Milici. O evento tornou-se anual e promove produções independentes de horror e cinema fantástico brasileiras e internacionais, por meio de exibição de filmes, palestras, debates, lançamentos literários, apresentações musicais e um concurso que seleciona as melhores produções com base na escolha de um júri formado por especialistas no gênero. Entre as instituições que sediaram o evento estão a Biblioteca Viriato Corrêa e a Oficina Cultural Oswald de Andrade.